# Furste
| Vänster: Hans-Adam II av Liechtenstein är Liechtensteins furste (betydelse 1). Höger: Napoleon I (Frankrikes kejsare 1804–14) tillhörde furstehuset Bonaparte (betydelse 2). |  | Vänster: Hans-Adam II av Liechtenstein är Liechtensteins furste (betydelse 1). Höger: Napoleon I (Frankrikes kejsare 1804–14) tillhörde furstehuset Bonaparte (betydelse 2). |
| Vänster: Hans-Adam II av Liechtenstein är Liechtensteins furste (betydelse 1). Höger: Napoleon I (Frankrikes kejsare 1804–14) tillhörde furstehuset Bonaparte (betydelse 2). |  | |

| Vänster: Denna arvfurstehatt bars av den svenske tronföljaren Karl X Gustaf vid Kristina av Sveriges kröning 1650. Höger: Fredrik Vilhelm von Hessenstein förklarades 1785 för svensk furste (betydelse 4). |  | Vänster: Denna arvfurstehatt bars av den svenske tronföljaren Karl X Gustaf vid Kristina av Sveriges kröning 1650. Höger: Fredrik Vilhelm von Hessenstein förklarades 1785 för svensk furste (betydelse 4). |
| Vänster: Denna arvfurstehatt bars av den svenske tronföljaren Karl X Gustaf vid Kristina av Sveriges kröning 1650. Höger: Fredrik Vilhelm von Hessenstein förklarades 1785 för svensk furste (betydelse 4). |  | |

Furste är, tillsammans med den kvinnliga formen furstinna, en titel för en suverän monark av lägre rang som härskar över ett mindre område. I vidare mening betecknar orden furste och furstlig en monarkisk härskare eller ätt av vilken rang som helst. Ordet har lågtyskt ursprung. Orden furste och prins har i svenskan omväxlande använts i samma eller liknande betydelse.

## Ursprung och användning
Det svenska furste – ett lån från lågtyska vorste eller vurste ('den förste'), har en motsvarande etymologi som prins men (ofta) med en viss skillnad i betydelse. På franska och engelska används ordet prince för såväl prins (släkting till en kung på manslinjen) som furste (monark), vilket lett till förvirring. 
I svenska språket kan ordet furste syfta på:
1. furste, härskaren över ett mindre, självständigt landområde, ett furstendöme. Idag finns i Europa tre furstendömen: Andorra, Liechtenstein och Monaco.[1]
2. furste, en monark, det vill säga statschefen i en monarki. Den här betydelsen har gett upphov till ordet furstehus – den kungliga dynastin.[4][5]
3. furste, ofta en värdighetstitel för en ej regerande medlem av en kunglig eller kejserlig familj. I Sverige användes tidigare titeln arvfurste, medan tsartidens Ryssland använde titeln storfurste.[6]
4. furste, adelstitel. I vissa länder är en furste i rang placerad närmast efter en hertig. Sverige har haft två furstar i denna mening Fredrik Vilhelm von Hessenstein, utnämnd 1785, och Wilhelm Putbus, utnämnd 1807.[7]

Furste kan alltså vara en generell benämning på monark utan avseende på hur hög rang monarken har, som kejsare, konung, hertig eller lägre rang. Det kan även, i inskränkt betydelse, vara titeln för monarken i mindre stater.
När titeln furste direkt följs av ett personnamn används formen "furst", exempelvis furst Albrekt II av Mecklenburg.
Gränsen mellan hövding, småkung och furste är flytande, men många av Europas furstendömen var ursprungligen förromerska småkungariken och hövdingadömen. I delar av Europa fanns under medeltiden många kristna (små)furstendömen, inklusive på Iberiska halvön. Under senmedeltiden inlemmades de olika iberiska furstendömena under Kastilien och sedermera Spanien; numera återstår bland annat furste-/prinsbenämningen enligt den andra betydelsen (landets tronföljare), dock oftast omnämnd som prins av Asturien.

## Prins och furste i nutida språkbruk
På franska, spanska, italienska och engelska används ordet prince, príncipe eller principe för såväl titeln furste som titeln prins, varför prince i betydelsen furste ibland översatts till ”prins” på svenska. Motsvarande gäller för den kvinnliga formen principessa.
I Sverige användes begreppet arvfurste för alla manliga tronarvingar från och med 1544. På 1700-talet ersattes denna benämning av begreppet kronprins. Genom införandet 1980 av full kognatisk tronföljd ändrades titeln till prins av Sverige.